# Стоян Чалъков
 Тази статия е за възрожденеца от Копривщица.  За този от Воден вижте Стоян Чалъков (Воден).  
Стоян Чалъков (Големи Стоян) е български общественик и търговец от времето на Възраждането.

## Биография
Стоян Теодоровичов Чалъкоолу е роден през 1768 г. в Копривщица в семейството на Тодор (Теодор) Чалъков (1730–1818) и съпругата му Неделя. Той е второто дете. Негов по-голям брат е Вълко Чалъков. Заедно със сестрите си Груда и Рада те поставя началото на няколко фамилии - Чалъкови, Чомакови, Каравелови и др. оставили значими следи в утвърждаване на българщината в Копривщица, Пловдив и други места. Тридесет и шест са били къщите, строени и обитавани от заселилите се в Пловдив копривщенци, като само фамилията Чалъкови са имали над 20 къщи. От тях пръв в Пловдив се установява Стоян през 1793 г.
През 1840-те години Стоян и синовете му събират за султана данъка върху овцете и зърнените храни от Тракия, Мизия и Шоплука. Двамата с брат му са били лични приятели с турския министър на финансите Нафуз паша и са били под неговата закрила. През 1846 г. Стоян откупува от Високата порта правото да събира и десятъка срещу 400 000 гроша, които внася в хазната. Това обаче му носи приход 5 183 877 гроша.
След смъртта на брат си Вълко през 1841 г. Стоян го замества като епитроп на пловдивския катедрален храм „Света Богородица“. Той успял да издейства от султана ферман за построяване на нова църква. С даренията, прякото участие и наставленията на Стоян са построени храмът „Света Богородица“. През 1848 г. Стоян въздига храма „Свети Георги” и първото българско училище при него в квартал Мараша. В храма още тогава се служи на църковнославянски език, а в училището се преподава на български. През 1849 г. е построен храмът „Свети Иван Рилски” и училището към него в квартал Кършияка. През 1850 г. Чорбаджи Стоян изгражда средоточното епархийско българско училище и основава фонд от около 1 милион лева за неговата издръжка. Той извиква Найден Геров за учител, а училището отваря на 1 октомври 1850 г. с името „Св. св. Кирил и Меторий”. Почти няма издадена българска книга през този период, в чийто списък от спомоществуватели да не фигурират имената на Чалъкови.
Умира през 1850 г. Погребан е в двора на построената от него църква „Света Богородица“ в Пловдив. Син му Георгаки Чалъкоглу, получава бейска титла, и е депутат в съществувалия за кратко османски Сенат, а неговият син Никола Чалъков на няколко пъти е кмет на Пловдив.

## Изследвания
- Кесяков, Х. Вълко и Стоян Тодорови Чалъкови: потекло, живот и дейност. Пловдив, 1935.
- Lyberatos, A. Men of the Sultan: The Beglik Sheep Tax Collection System and the Rise of a Bulgarian National Bourgeoisie in Nineteenth-Century Plovdiv“. – Turkish Historical Review, 1, 2010, 55-85.